# Mucropetraliella ellerii
Mucropetraliella ellerii är en mossdjursart som först beskrevs av William MacGillivray 1869.  Mucropetraliella ellerii ingår i släktet Mucropetraliella och familjen Petraliellidae. Inga underarter finns listade i Catalogue of Life.